# Charles Ducal
Charles Ducal, pseudoniem van Frans Dumortier (Leuven, 3 april 1952), is een Vlaamse dichter en schrijver.

## Biografie
Dumortier groeide op in een boerengezin, doorliep zijn middelbareschooltijd in het Sint-Jozefscollege van Overijse en studeerde Germaanse filologie aan de KU Leuven. Tijdens zijn studiejaren was hij actief in de Marxistisch-Leninistische Beweging (MLB). In 1988 blikte hij in het verhaal 'De meesterknecht' op niet mis te verstane ironische wijze terug op zijn studententijd. In een interview, datzelfde jaar, antwoordde hij op de vraag hoe hij over de marxistische theorie denkt: "Eigenlijk geloof ik er voor een deel niet meer in. Maar ik heb voor die beweging veel sympathie, omdat ik vind dat die zeer consequent een aantal maatschappelijke kwalen aanklaagt, die aangeklaagd moeten worden". Hij werkte gedurende 37 jaar als leraar Nederlands in het Sint-Albertuscollege in Haasrode. De school bevindt zich na de hertekening van de gemeentegrenzen in de stad Leuven.
In 1987 debuteerde hij onder het pseudoniem Charles Ducal met Het huwelijk, een dichtbundel met een cynische toon, strakke vorm en Bijbelse referenties. In hetzelfde jaar publiceerde hij samen met Erik Spinoy, Bernard Dewulf en Dirk van Bastelaere de bundel Twist met ons.
Tussen 1987 en 1998 verschenen de bundels De hertog en ik, Moedertaal en Naar de aarde. In deze bundels staat het conflict tussen verbeelding en werkelijkheid centraal. Een groot aantal gedichten hebben als onderwerp de jeugd op het platteland, de verhouding tussen man en vrouw en het schrijven zelf.
In 1992 verscheen de semibiografische verhalenbundel De meesterknecht, een ironisch portret van een politieke activist en beginnende schrijver. In 1993 schreef hij samen met Kamiel Vanhole Over de voorrang van rechts, een brievenboek over democratie en racisme, waarin hij een standpunt innam tegen de opkomst van extreemrechts. In 1994 schreef hij, na een reis naar Irak, een bijdrage in Rendez-vous in Bagdad, een boek over de gevolgen van het economische embargo en het demoniseren van de Iraakse dictator in de westerse media.
Werk van hem werd opgenomen in verschillende bloemlezingen. Ducal schreef ook een aantal essays over literatuur en politiek in diverse kranten en tijdschriften.
Zijn poëzie heeft een klassieke, toegankelijke vorm. Inhoudelijk gaat het vaak over (innerlijke) conflicten. Uit zijn werk spreekt ook een grote maatschappelijke betrokkenheid.
Na een periode van stilte kwam hij in 2006 terug met In inkt gewassen, een dichtbundel waarin de wereld buiten de persoonlijke sfeer een grotere plaats innam. Die tendens zette zich in 2009 voort in de bundel Toegedekt met een liedje. Nog in 2009 droeg hij met de gedichtencyclus Na Auschwitz bij aan het boek Gaza: Geschiedenis van de Palestijnse tragedie (Lucas Catherine & Charles Ducal). In 2010 schreef hij voor gedichtendag het essay Alle poëzie dateert van vandaag, een pleidooi om via het onderwijs het lezen van poëzie te bevorderen. In 2012 werden de zes tot dan gepubliceerde dichtbundels verzameld onder de titel Alsof ik er haast ben. 
In 2014 verscheen opnieuw een dichtbundel van hem, getiteld De buitendeur. Hierin gaat het in bijna elke cyclus om de drang zich te bevrijden, een uitweg te vinden.
Ducal ondertekende samen met enkele tientallen artiesten uit allerlei landen een op 7 september 2018 in de Britse krant The Guardian geplaatste open brief waarin werd opgeroepen tot een boycot van het in 2019 in Israël te houden Eurovisiesongfestival. Met onder meer een beroep op rapporten van Amnesty International en Human Rights Watch stelt de brief dat Israël al decennia lang de mensenrechten van de Palestijnen ernstig schendt en daarom niet in aanmerking komt.
Van januari 2014 tot januari 2016 was Charles Ducal 'Dichter des Vaderlands'.

## Dichter des Vaderlands
Op 29 januari 2014 werd hij de eerste Belgische Dichter des Vaderlands. Een 'Dichter des Vaderlands' wordt aangesteld voor twee jaar en schrijft minimaal zes gedichten per jaar over diverse thema's die te maken hebben met het land.
In die hoedanigheid publiceerde hij op 29 januari zijn eerste gedicht: "Woord tegen woord" (De taal van poëzie vergeleken met de taal van de media). Daarna volgden de gedichten: "Lied van de Arbeid" (een parabel over de arbeidsmarkt), "Stemadvies" (betoging voor stemrecht in 1902), "As in de mond" (een aanklacht tegen de staat Israël naar aanleiding van het Conflict in de Gazastrook 2014) waarbij 2100 Palestijnen gedood werden, "Soldaat 1914" (herdenking van de Duitse inval in België in de Eerste Wereldoorlog), "Faalangst" (over druk en faalangst in het onderwijsstelsel), "Koopkracht" (over de verhouding armoede - rijkdom, op de Werelddag tegen de armoede). Zijn eerste gedicht in 2015 was op 29 januari "Woord tegen woord 2" (over de taal van de media, verwoord in beelden). Op 21 maart 2015, de 'World Poetry Day', droeg Ducal zijn negende gedicht voor "Nooit fout, of Lof van het avontuur" (met het oog op jongeren en poëzie). Met zijn tiende gedicht op 8 mei 2015 "Bevrijding 1945" herdenkt hij het einde van de Tweede Wereldoorlog, geïnspireerd op de eigen familiegeschiedenis tijdens die oorlog. Op 20 juni 2015 publiceerde hij het gedicht "Vluchtelingen" naar aanleiding van de toenemende vluchtelingenstroom naar Europa, met als uitgangspunt dat recht op migratie een fundamenteel mensenrecht is. Op 21 juli 2015 kreeg de burgerbeweging 'Hart boven Hard' de prijs voor de democratie uitgereikt, naar aanleiding waarvan Ducal het gedicht Hart boven Hard schreef. Zijn twaalfde gedicht kwam uit op 31 juli 2015. Het is een vakantiegedicht met als titel "De Zee". Dit gedicht zou tijdens het zomerfestival 'Theater aan Zee' 2015 verschijnen op een postkaart. Naar aanleiding van de Werelddag Dementie, die een speciale betekenis heeft voor veel mensen, schreef Ducal op 19 september 2015 het gedicht "Oude vrouw". De dichter had ook zelf zijn vader aan deze ziekte zien bezwijken. Op 29 oktober 2015 schreef hij ter gelegenheid van een nieuwe serie postzegels van de Bpost het gedicht "Poste restante". De mooiste zegel van deze serie was gewijd aan Emile Verhaeren, de voorganger van Ducal. 
Op 28 januari 2016 zou de titel Dichter des Vaderlands overgedragen worden aan de Franstalige dichteres Laurence Vielle, die op zijn uitnodiging eenzelfde gedicht in het Frans hield.
Op 29 januari 2016 hield Ducal een afscheidstoespraak. Hij vertelde dat hij zich de voorloper en wegbereider van het project Dichter des Vaderlands had gevoeld en legde in drie talen uit wat zijn doelstellingen waren geweest toen hij twee jaar geleden deze opdracht kreeg: "Eén: de poëzie uit haar niche halen en verbinden met het maatschappelijke door te schrijven over zulke dagelijkse realiteiten als school, werk, armoede, oorlog en terreur, verzet, vluchtelingen, ziekte, vakantie, geboorte en pensioen. Deux: traverser dans la poésie la frontière linguistique afin de poursuivre sur le plan culturel l’intérêt réciproque et la coopération, et afin de ne pas accepter un nationalisme étroit qui oppose les régions l’une contre l’autre. Ich habe meine Aufgabe allmählich immer mehr als großes Geschenk betrachtet. Ich habe derart viele positive Stimuli und ermutigende Reaktionen von so vielen Menschen aus dem literarischen und gesellschaftlichen Bereich erhalten, dass ich froh darüber bin, diesen Kelch nicht an mir vorübergehen gelassen zu haben."

## Onderscheidingen
Hij kreeg in 1991 voor De hertog en ik de Prijs van De Vlaamse Gids en de Lucy B. en C.W. van der Hoogtprijs. In 1997 ontving hij voor Moedertaal de Prijs van de Vlaamse Provincies en de vijfjaarlijkse Guido Gezelleprijs van de Koninklijke Academie voor Nederlandse Taal- en Letterkunde. In 2007 kreeg hij de eerste Herman de Coninckprijs voor In inkt gewassen. In 2009 kreeg hij de Melopeeprijs voor het gedicht "Onvoorbereid". De jury bekroonde dit gedicht dat, volgens hen, van alle gedichten die in 2008 werden gepubliceerd in Vlaamse tijdschriften het meest beklijft. In 2010 werd hem voor Toegedekt met een liedje de driejaarlijkse Karel van de Woestijneprijs toegekend.